# MAX渡辺
MAX渡辺（マックスわたなべ、本名：渡辺 誠、1962年7月4日 - ）は日本のプロモデラー。おもにガンプラなどのロボットキャラクター製作を行う。ガレージキットメーカー「マックスファクトリー」代表。早稲田大学商学部卒。
2024年4月に模型メーカー「ウェーブ」の代表取締役社長に就任。
モデラーネームの「MAX」は自分の本名がシンプルであった事から『超時空要塞マクロス』のマクシミリアン・ジーナスと、当時人気のあった映画『マッドマックス』より響きがよいということで本人が命名。塗装法のひとつである「MAX塗り」や「コピック塗り」の第一人者。
モデラー初心者への啓蒙活動・プラモデルの普及活動にも熱心で、「TVチャンピオン」の「プロモデラー選手権」スーパーバイザーを務めたり、プラモデル製作ガイドを多数出版したりしている。近著に大越友恵（現：オオゴシ＊トモエ）を教える形で制作した「MAX渡辺&大越友恵のガンプラ大好き！（雑誌掲載時は「MAX渡辺&大越友恵の女子プラ！」）。
バンダイから発売されているガンプラマスターグレード（MG）シリーズの立ち上げ参加メンバーの一人。
ホビージャパン2007年1月号で名前がMAX渡辺ではなく「MAGNAM渡辺」と記載されている。これは渡辺が44歳になった記念にということで「44マグナム」から取った期間限定の名称との事である。

## MAX塗り
「MAX塗り」とは、MAX渡辺が得意とし作例にて多用していたことからホビージャパン編集部が命名しロボットキャラクター模型界で広く行われるようになった塗装法の通称である（世に広めたのはMAX渡辺ではあるが、技法そのものは以前からあった）。ベースカラー（下塗り）の上に目的の色を乗せていく塗装法。中心部に濃く、外縁部に薄くエアブラシを使いグラデーションになるように色を乗せ面全体に膨らんだような迫力のある効果を出せる。
ガンプラを始めカプコンのゲーム『鉄騎』のテクスチャでもこれを意識した塗装が行われている。
黒立ち上げ法
もともとは主にAFV模型界で培われてきた塗装法。MAX塗りは最初にベースグレーと呼ばれる色を全体にエアブラシで吹き付ける。この色は市販されている色ではなく、黒をベースに余った塗料などを大量に混ぜた隠蔽力の強い色である（現在はマックスファクトリーからベースグレー塗料が発売されている）。その後、目的の色を中心から外縁へグラデーションになるように色を乗せていく（塗料はできるだけ薄くするとよい）。なお、下地に暗色を使うことで全体の明度が下がるデメリットがある。これをフォローするために、目的の色には蛍光色とクリアカラーを混ぜる。更に染色系である蛍光色の滲み効果をも利用するのが本来のMAX塗りとされる。多くのフォロワーがこの点を理解せず、単純に本体色を重ねて仕上がりとした為、MAX塗りは小汚いものという誤解が生まれた。
白立ち上げ法
「黒立ち上げ法」の場合、隠蔽力の弱い黄色などは適さない。そのような色の場合は「白立ち上げ法」を行う。下地の暗色にホワイトでグラデーションを掛け、その上からクリアカラーをオーバーコートすることで彩度と色の深みを出す手法。

## コピック塗り
MAX渡辺が考案し提唱している、アルコール性マーカーのコピックを用いた模型の塗装法。未塗装あるいは基本塗装を施したモデルにコピックで描き込み、ブレンダーと呼ばれる溶剤ペンでぼかしや拭き取りを行うもの。通常の模型用塗料を用いる方法に比べて手軽でシンナー臭も無く、失敗しても容易に拭き取ってリトライ（再塗装）できるなどの利点がある。マックスファクトリーから専用の「コピックモデラー」が発売されているが、もちろん通常のコピックでも可能である。
主に陰影や汚れなどのウェザリングに用いられることが多い。
もともとプラモデルの塗装にコピックやポスターカラーといった普通文房具を用いる技法はあり、MAX渡辺が開いていたプラモ道場の研究生も行っていたが、プラスチック素材に対して定着性の悪いコピックを、ざらざらしたつや消し仕上げの「油性アクリル塗料（模型用ラッカー、アクリルラッカー）」の下地に描きこみ、上からも「油性アクリル塗料」のクリアー（透明）をコーティング（スプレーで吹きつけ覆う、被せる）する方法等によりMAX渡辺が技法を完成させ、広く紹介した。

## その他
- 『TVチャンピオン』のスーパーバイザーを務めていた際、参加モデラーが集まらず最後は自分が出場する覚悟をしたが、スタッフからスーパーバイザーが出てどうするんですかと説得されたことがある。
- モデルグラフィックス創刊時にホビージャパンから編集者・モデラーが大量引き抜きにあった際は、孤軍奮闘してホビージャパン誌を支えた[3]との美談にされているが、実際には当時の社長の佐藤氏と作品提供の約束と引き換えに多額のギャラを要求したのが実情で、出世の足がかりとしている。
- アマチュア時代に別冊「HOW TO BUILD GUNDAM」の読者コーナーに作品が掲載された。当時のバンダイ製1/60ザクを2台使用して製作した1/60グフがライターデビューのきっかけになった。このときの名義は本名。
- 『強殖装甲ガイバー』のファンであり、原作者である高屋良樹とも面識を持つ。ガイバー初期からガイバーのガレージキットの制作を行っており、ガレージキット業界に「ガイバーブーム」を植えつけた。後に有名な造型師となる竹谷隆之や韮沢靖もこの「ガイバーブーム」時にオリジナルアレンジをしたガイバーを作成している。マックスファクトリーから販売しているガイバーのフルアクションフィギュアやガイバー第21巻で初版限定発売のジャンボソフビフィギュア付きコミックスのガイバーIなどもマックスファクトリーで制作している。
- マックスファクトリーが母体企業となっているnativeより発売および無料配布の18禁ゲーム『se・きらら』で総合プロデューサーとして参加している。無料配布については沢山の人に遊んで貰うために考えた末「無料にしよう」と思い至ったから。

## 著書
- パーフェクトモデリングマニュアル1 MAX渡辺のプラモ大好き! （初級編） ISBN 978-4894251823
- パーフェクトモデリングマニュアル2 MAX渡辺のプラモ大好き! （上級編）
- MAX渡辺&大越友恵のガンプラ大好き! ISBN 978-4894252837 （大越友恵との共著）
- Ma.K. in SF3D MAX渡辺のMa.K.大好き Vol.1 ISBN 978-4798601908
- Ma.K. in SF3D MAX渡辺のMa.K.大好き Vol.2 ISBN 978-4798602455
- MAX WORKS ISBN 978-4894253025